# Twin Famicom
Twin Famicom是夏普于1986年生产的授权红白机兼容机。它将任天堂的红白机（Famicom）和FC磁碟机整合到一台硬件上。该设备仅在日本销售。